# Interferon beta-1b
Interferon beta-1b (trgovačka imena Betaferon, Betaseron (Severna Amerika), i Extavia) je lek u interferon familiji koji se koristi za tretiranje relapsno-remitirajućih i sekundarno-progresivnih formi multiple skleroze (MS). On je odobren za upotrebu nakon prvog MS eventa. On se administrira putem supkutane injekcije. Bilo je pokazano da usporava napredak bolesti, kao i da umanjuje frekvenciju napada.

## Mehanizam akcije
Veruje se da interferon-beta bazirani lekovi ostvaruju njihov blagotvorni efekat na MS progres putem njihovih antiinflamatornih osobina. Studije su takođe utvrdile da interferon-beta poboljšava integritet krvno-moždane barijere (BBB)—koja je generalno oštećena kod MS pacijenata, dozvoljavajući povećanim količinama nepoželjnih supstanci da dođu u kontakt sa mozgom. Ovo BBB pojačavanje može biti dopunski faktor korisnim efektima interferona beta. Ove studije su sprovedene in vitro, tako da se ne zna u kojoj meri su ovi rezultati primenljivi kod ljudi.
Pacijenti koji koriste interferon beta-1b mogu da razviju neutralizujuća antitela za medikaciju.
Betaferon/Betaseron prodaje kompanija Bayer. Originator ovoj leka je  (Berlex u Severnoj Americi), koji je postao deo Bayer HealthCare. Novartis je izneo na tržište Extavia, novi brend interferona beta-1b, 2009 godine.
Blisko srodan je interferon beta-1a, koji je tako]e indiciran za MS, i koji ima sličan profil leka.

## Literatura
1. ↑  W.A. Sibley (1996). „Neutralizing antibodies during treatment of multiple sclerosis with interferon beta-1b”. Neurology. 47: 889—894. Архивирано из оригинала 13. 08. 2009. г. Приступљено 13. 06. 2010.

## Spoljašnje veze
- betaseron.com Архивирано на веб-сајту  (17. октобар 2008)
- Bayer HealthCare
- ThisIsMS
- Betaferon на 

 Mediji vezani za članak Citokini na Vikimedijinoj ostavi

|  | Molimo Vas, obratite pažnju na važno upozorenje u vezi sa temama iz oblasti medicine (zdravlja). |